# ميزو فورتي
ميزو فورتي (باليابانية: メゾフォルテ) هي أوفا صدرت سنة 2000 إخراج ياسومي أوميتسو، ولكن في الولايات المتحدة تم تعديلها لتصبح فيلم أنمي وتم اطلاقه على اقراص دي في دي في نفس العام.

## القصة
موموكيتشي موموي، زعيم عصابة يملك فريق بيسبول محترف يُعرف باسم «بيتش تويسترز»، لديه طريقة فريدة للتعامل مع اللاعبين غير الجيدين، يقتلهم. ابنته مومومي، أكثر اضطرابًا من والدها. يستأجر رجل عجوز غامض ميكورا وكينيتشي وتوموهيسا من وكالة خدمات الخطر لاختطاف موموكيتشي. تحاول وكالة خدمات الخطر اختطاف موموكيتشي أثناء مباراة بولينغ، لكن العملية تفشل عندما يتدخل حراس موموي وموموكيتشي الشخصيون. ميكورا تتعرف على كل من موموكيتشي ومومومي، ويبدو أن مومومي تعرفت على ميكورا قبل أن تتمكن وكالة خدمات الخطر من الفرار. يكتشف مسؤولو وكالة خدمات الخطر، أن موموكيتشي قُتل أثناء الاختطاف. 
تأمر مومومي رجالها والشرطة ببدء مطاردة وكالة خدمات الخطر. في هذه الأثناء، دفنت وكالة خدمات الخطر جثة موموكيتشي لإخفائها ومواجهة العميل بشأن هويته الحقيقية. يكشف العميل أنه كان قاتلًا مأجورًا تحت خدمة موموكيتشي، ولكن عندما تقاعد حاولت مومومي قتله. أراد العميل في الأصل استخدام موموكيتشي كرهينة لضمان هروبه من البلاد، ولكن مع موت موموكيتشي، فإن الطريقة الوحيدة للجميع لضمان سلامتهم هي قتل مومومي. يحاولون إغراء مومومي بالظهور علانية من خلال تزوير طلب فدية لموموكيتشي، لكن موموتشي مصممة على مطاردتهم. تمكنت من القبض على ميكورا، لكن كينيتشي وتوموهيسا تمكنا من استبدالها سرًا بالروبوت البديل. بعد أن أسر موموي ميكورا وأعطاها لمجرمين كعقاب. شرع المجرمون في اغتصابها مرارًا وتكرارًا انتقامًا.
ثم دبّرت وكالة خدمات الخطر عملية تبادل رهائن وهمية باستخدام روبوت بديل لموموكيتشي، وانتهى الأمر بكلا الطرفين بخيانة بعضهما البعض، واندلع تبادل إطلاق نار. نصبت ميكورا الحقيقية كمينًا لمومومي وقتلتها، وكشف العميل أنه في الحقيقة هيروكا، وموموكيتشي، ورئيس أمن مومومي. اعترف هيروكو بأنه استخدم وكالة خدمات الخطر للقضاء على عائلة موموي للاستيلاء على إمبراطوريتهم، واستعد لقتل اعضاء الوكالة بعد نهاية المهمة. ولكن الوكالة كانت على علم بخداع هيروكا منذ البداية، وقتلته بتدمير نسخة موموكيتشي.

## الشخصيات
- ميكورا سوزوكي

أداء صوتي: توموكو كوتاني
ميكورا، المتخصصة القتالية في الوكالة. لديها أيضًا قدرة استبصار محدودة تُمكّنها من رؤية لمحات سريعة من المستقبل، لكنها لا تستطيع التحكم بها. ميكورا قوية، ماهرة جدًا في القتال واستخدام الأسلحة النارية. قوية الإرادة، ويمكن أن تكون قاتلة بدم بارد إذا تطلب الأمر ذلك. تنافسية وغير اجتماعية، لكنها تتمتع بروح طيبة في أعماقها. كما أنها تحب الكاريوكي.
- كينيتشي كوروكاوا

أداء صوتي: تايتشيرو هيروكاوا
قائد الوكالة، شرطي سابق، يعشق أكل النودلز. وهو شريك مع ميكورا وهارادا في وكالة خدمات الخطر (DSA) (التي يُشار إليها غالبًا باسم "ثلاثي المخاطرة بحياتهم" في الصحافة). يعشق النودلز، ويقود سيارة فولكس فاغن بيتل صفراء، ويصرخ في وجه النساء الجميلات، ودائمًا ما يُطلق نكاتًا سخيفة. يُشير ميكورا وهارادا إلى كوروكاوا باسم "بوس" اختصارًا. يُحب كونه هو المسؤول، وفي كثير من الأحيان، يُرتب صفقات لوكالة خدمات الخطر. معرفته بتعاملات الجريمة المنظمة قيّمة للوكالة.
- توموهيسا هارادا

أداء صوتي: تاكومي يامازاكي
عضو في وكالة خدمات الخطر، خبيرٌ بكل ما يتعلق بالتقنية. شابٌّ ذو شعرٍ مُدبب، مُغرمٌ بميكورا، لكنه لا يُقرّ بذلك. خبيرٌ في الجينويدات، والأندرويدات، وكل ما يتعلق بالتقنية.
- موموكيتشي موموي

أداء صوتي: شوزو إيزوكا
مالك فريق "بيتش تويسترز" للبيسبول، عانى من مواسم خسارة متكررة لفريقه. ولكن أسلوبه المعتاد للتخلص من اللاعبين غير الجيدين هو قتلهم. كان أحد مالكي الفريق المشتبه بهم في "سباق الرايات الدموي"، وهي سلسلة جرائم قتل للاعبي البيسبول قبل عشر سنوات. وهو أيضًا لاعب بولينغ شغوف، وكثيرًا ما كانت ابنته مومومي تتحداه في صالة البولينغ التي يملكها.
- مومومي موموي

أداء صوتي: أكيمي أوكامورا
ابنة موموكيتشي. امرأة فاتنة الجمال، وعنيفة للغاية، وكثيرًا ما تقتل الناس بدافع النزوة. تقول إحدى الشائعات إنها احتفلت بعيد ميلادها العاشر بقتل شخص ما. وتقول شائعة أخرى إن لونها المفضل هو الأحمر لون الدم. قتلت مدير ومدرب فريق "بيتش تويسترز" لتهديدهما بتسريب قصص فاضحة عن مومومي، ربما عن علاقتها المثلية مع ساكورا ساكارادا. وبعد اختطاف موموكيتشي من قبل الوكالة، ردت مومومي بأخذ مسدس أوتوماتيكي وقتل حراس والدها الشخصيين لتقصيرهم في أداء واجبهم.

## روابط خارجية
- ميزو فورتي على موقع IMDb (الإنجليزية)
- ميزو فورتي على موقع نتفليكس (الإنجليزية)
- ميزو فورتي على موقع قاعدة بيانات الفيلم (الإنجليزية)
- ميزو فورتي على موقع ليتربوكسد (الإنجليزية)
- ميزو فورتي على موقع كينوبويسك (الروسية)
- ميزو فورتي على موقع قاعدة بيانات الفيلم (الإنجليزية)
- ميزو فورتي على موقع ANN anime (الإنجليزية)